# Jevgenyij Mihajlovics Makarenko
Jevgenyij Mihajlovics Makarenko (Nyizsnyevartovszk, 1975. október 10.) orosz ökölvívó.

## Eredményei
- 1998-ban bronzérmes az Európa-bajnokságon nehézsúlyban. Az elődöntőben az olasz Giacobbe Fragomenitól szenvedett vereséget.
- 2001-ben világbajnok félnehézsúlyban.
- 2002-ben Európa-bajnok nehézsúlyban.
- 2003-ban világbajnok félnehézsúlyban. A döntőben a fehérorosz Mahamed Ariphadzsijevet győzte le.
- 2004-ben Európa-bajnok félnehézsúlyban.